# Partido Conservador Popular (Alemania)
El Partido Conservador Popular (KVP, del alemán Konservative Volkspartei) fue un partido político alemán. Surgió en 1929 como escisión moderada del Partido Nacional-Popular Alemán (DNVP), ante la política de acercamiento al partido nazi seguida por su nuevo líder Alfred Hugenberg. Su líder fue el predecesor de Hugenberg en el DNVP, Gottfried Treviranus, y aunque en 1930 sólo obtuvo 4 escaños, apoyó y formó parte del gobierno de Heinrich Brüning. Sin embargo, tras la caída de éste y de las elecciones de 1932, el partido desapareció prácticamente, antes de su prohibición por Adolf Hitler en 1934.

## Resultados electorales
| Elecciones | # de votos    | % de votos | Escaños | Resultado                       |
| ---------- | ------------- | ---------- | ------- | ------------------------------- |
| 1930       | 290.579 (#13) | 0,83%      | 4/577   | Coalición (DVP-WP-DStP-BVP-CIP) |

- Datos: Q548022